# Ozzie Albies
Ozhaino Jurdy Jiandro Albies, detto Ozzie (Willemstad, 7 gennaio 1997), è un giocatore di baseball olandese, originario di Curaçao, seconda base per gli Atlanta Braves della Major League Baseball.

## Carriera

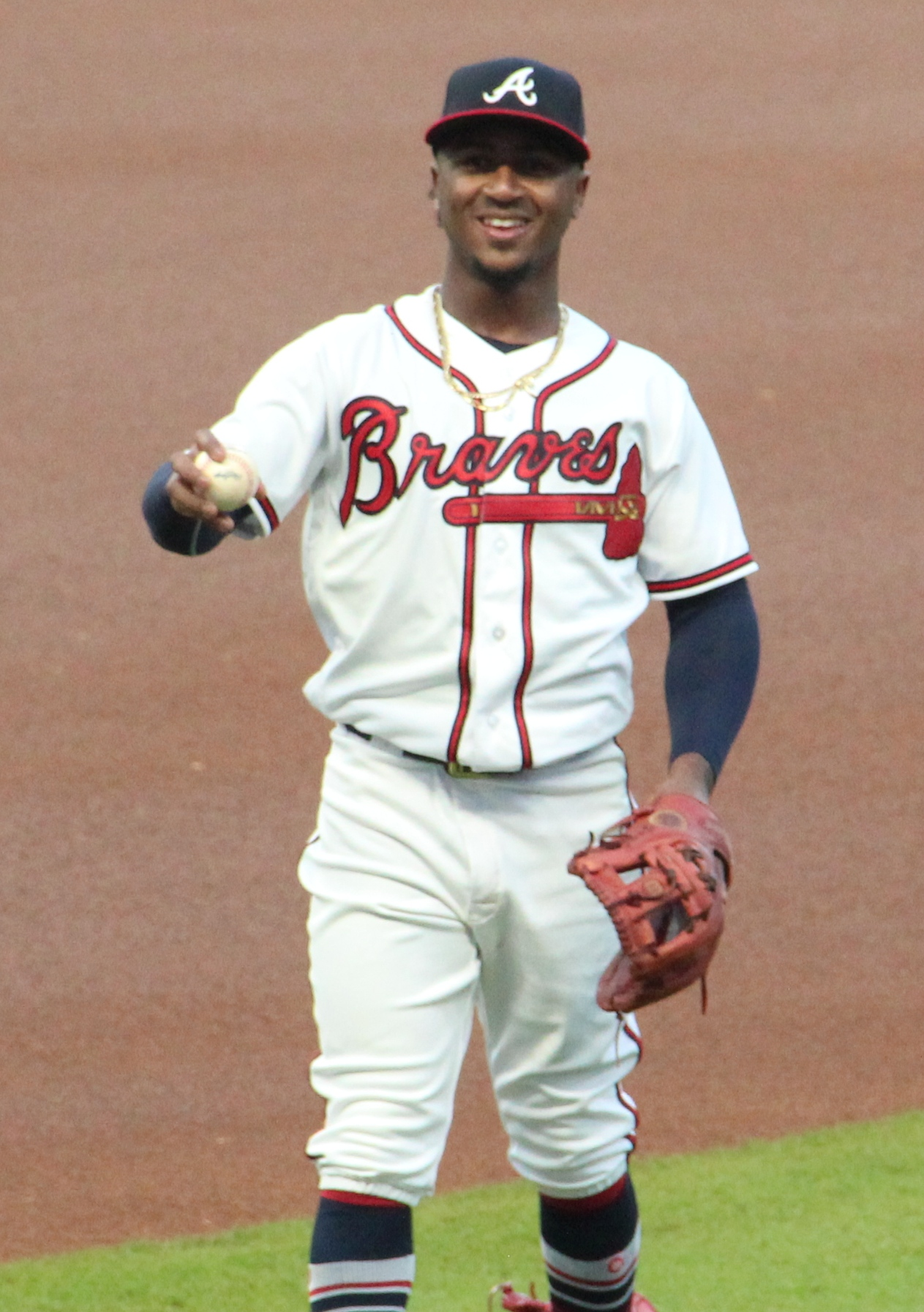
Albies con i Braves nel 2018

### Inizi e Minor League (MiLB)
Albies firmò con gli Atlanta Braves il 2 luglio 2013, con un bonus di 350.000 dollari. Venne impiegato a partire dal 2014, nella classe Rookie. Nel 2015 giocò nella classe A e nel 2016 nella Doppia-A e nella Tripla-A.

### Major League (MLB)

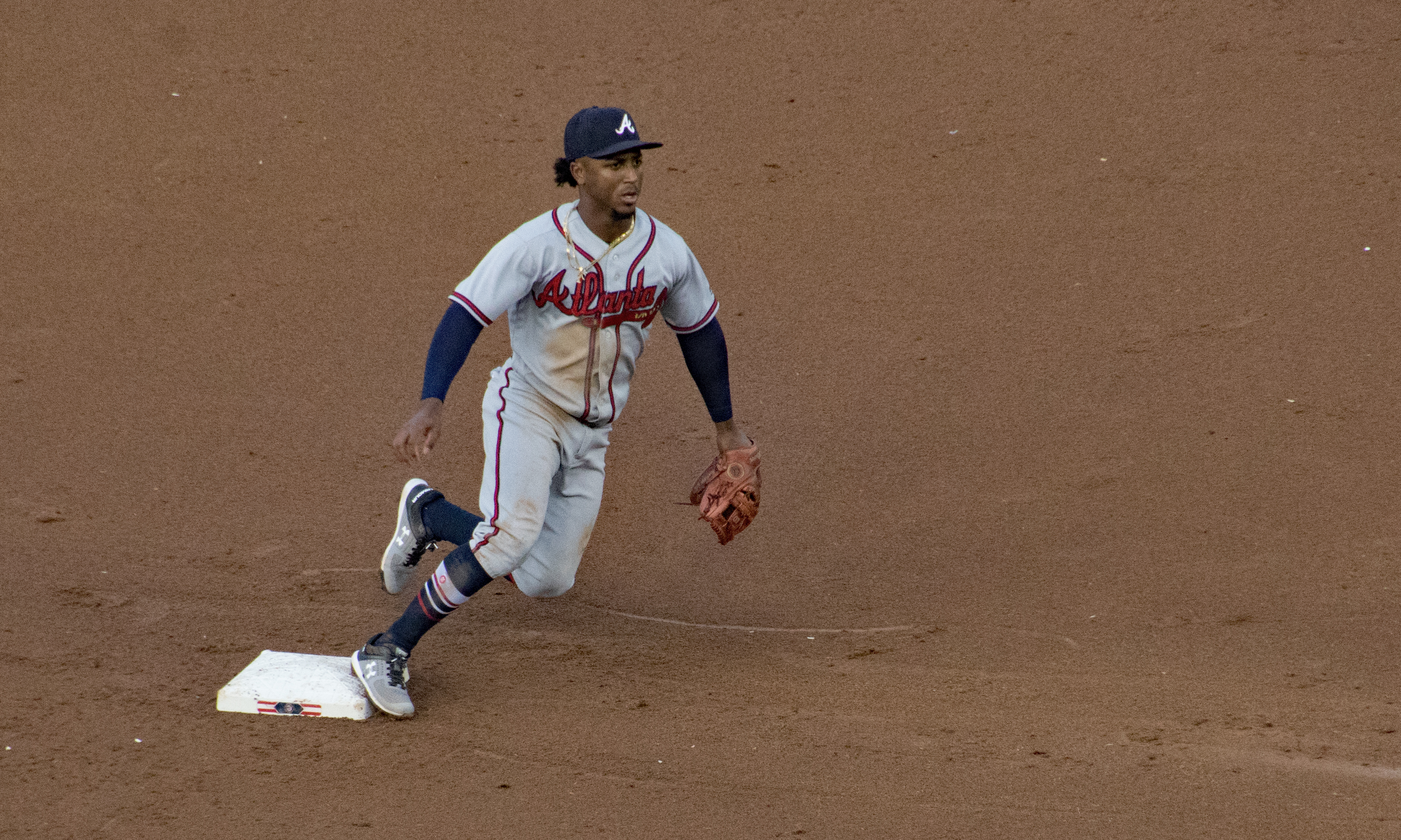
Albies con i Braves nel 2018

Albies debuttò nella MLB il 1º agosto 2017, al SunTrust Park di Cumberland contro i Los Angeles Dodgers, ottenendo una base su ball e segnando il primo punto. Batté il suo primo fuoricampo (che fu anche la prima valida) il 3 agosto sempre contro i Dodgers. Concluse la stagione con 57 partite disputate nella MLB e 97 nella Tripla-A.
Il 12 giugno 2018, batté un grand slam contro i Mets. In luglio venne convocato e partecipò al suo primo All-Star Game.
L'11 aprile 2019, Albies firmò un contratto di sette anni dal valore complessivo di 35 milioni di dollari con i Braves, con incluso nell'accordo un'opzione per le stagioni 2026 e 2027.
Alla fine della stagione 2019, Albies venne premiato con il Silver Slugger Award e finì come capoclassifica della National League in battute valide effettuate.

## Palmares

### Club
- World Series: 1

Atlanta Braves: 2021

### Individuale
- All-Star Game: 2

2018, 2021
- Silver Slugger Award: 2

2019, 2021
- Capoclassifica della NL in battute valide: 1

2019
- Giocatore della settimana: 1

NL: 4 luglio 2021